# Hathor (mese)
Hathor (in copto: Ϩⲁⲑⲱⲣ, Hathōr), conosciuto anche come Athyr (in greco: Ἀθύρ, Athýr) e Hatur (in arabo: هاتور), è il terzo mese dei calendari egizio e copto. Nel calendario Gregoriano, Hathor corrisponde al periodo che va dal 10 novembre al 9 dicembre.
Nell'antico Egitto, il mese di Hathor era anche il terzo mese della stagione dell'Akhet ("inondazione"), il periodo in cui le acque del Nilo inondavano i campi e la terra circostanti, cosa che fecero fino alla costruzione della diga di Assuan, inaugurata nel 1970.

## Nome
Il nome del mese di Hathor deriva da quello della dea della gioia, dell'amore, della maternità e della bellezza, chiamata appunto Hathor.

Il nome in lingua egizia era: 
| O10 |

 (ht-ḥr dimora di Hor).

## Sinassario Copto del mese di Hathor
Di seguito il sinassario del mese:
| Copto    | Giuliano   | Gregoriano  | Commemorazioni |
| -------- | ---------- | ----------- | --- |
| 1 Hathor | 28 Ottobre | 10 Novembre | - Martirio dei Santi Massimo, Numizio, Vittorio (Boctor) e Filippo (Philopus) - Memoria di San Cleopa apostolo e del suo compagno, discepoli di Emmaus |
| 2        | 29         | 11          | - Dormizione di San Pietro III, 27º Papa di Alessandria. |
| 3        | 30         | 12          | - Dormizione di San Ciriaco l'anacoreta. - Dormizione dei Santi Atanasio e Irene, sua sorella. |
| 4        | 31         | 13          | - Martirio dei Santi Giovanni e Giacomo, vescovi di Persia. - Martirio di Sant'Epimaco e Sant'Adriano (Azarianus). - Martirio di San Tommaso di Damasco. |
| 5        | 1 Novembre | 14          | - Ritrovamento del capo di San Longino, soldato. - Martirio di San Timoteo e traslazione del corpo di San Teodoro, principe, a Shotb. - Dormizione di San Giuseppe II, 115º Papa di Alessandria. - Elezione di Shenouda III, 117º Papa di Alessandria.                                  |
| 6        | 2          | 15          | - Dormizione di San Felice, 26º Papa di Roma. - Dedicazione della chiesa della S. Vergine nel monastero di Muharraq, sul monte Qosqam. |
| 7        | 3          | 16          | - Martirio di San Giorgio di Alessandria. - Martirio di San Nehroua di Fayyum. - Dormizione di San Mina, vescovo di Tamai (Thmoui). - Dedicazione della chiesa di San Giorgio Megalomartire a Lidda. - Dormizione di Sant'Atanasio, arcivescovo metropolita di Beni Suef ed El-Bahnasa. |
| 8        | 4          | 17          | - Memoria delle Quattro Creature Viventi. |
| 9        | 5          | 18          | - Dormizione di Sant'Isacco, 41º Papa di Alessandria. - Convocazione del I Concilio Ecumenico di Nicea, nell'anno 325. |
| 10       | 6          | 19          | - Martirio di Santa Sofia e delle cinquanta vergini. - Convocazione del Concilio di Roma per la festa dell'Epifania. |
| 11       | 7          | 20          | - Dormizione di Sant'Anna, madre della Vergine Maria. - Martirio di Sant'Archelao e martirio di Eliseo, igumeno. |
| 12       | 8          | 21          | - Solennità di San Michele Arcangelo. |
| 13       | 9          | 22          | - Dormizione di San Timoteo, vescovo di Ansena (Antinopoli). - Dormizione di San Zaccaria, 64º Papa di Alessandria. - Martirio del Santo Megalomartire Teodoro la Recluta. - Dormizione di San Giuseppe del monte Assas, eremita,                                                       |
| 14       | 10         | 23          | - Dormizione di San Martino, vescovo di Tours. - Morte di Michele, arcivescovo metropolita di Asyūṭ. |
| 15       | 11         | 24          | - Martirio di San Mena il Taumaturgo. |
| 16       | 12         | 25          | - Inizio del digiuno d'Avvento. - Dedicazione della chiesa di Sant'Onofrio. - Martirio di San Giusto, vescovo. - Martirio di San Wannas. |
| 17       | 13         | 26          | - Dormizione di San Giovanni Crisostomo. (Memoria) |
| 18       | 14         | 27          | - Martirio dei Santi Atrasis e Yoana (Junia) - Martirio di San Filippo Apostolo. |
| 19       | 15         | 28          | - Dedicazione della chiesa dei Santi Sergio e Bacco. - Memoria della preghiera di San Bartolomeo Apostolo. |
| 20       | 16         | 29          | - Dormizione di Sant'Aniano, 2º Papa di Alessandria. - Dedicazione delle chiese del principe Teodoro, figlio di Giovanni El-Shotbe, e del principe Teodoro El-Mishreke. |
| 21       | 17         | 30          | - Memoria della Beata Vergine Maria. - Morte di San Gregorio il Taumaturgo. - Morte di San Cosma II, 54º Papa di Alessandria. - Memoria dei Santi martiri Alfeo, Zaccheo, Romano e Giovanni. - Memoria dei Santi Tommaso, Vittorio e Isacco della città di Ashmunein.                   |
| 22       | 18         | 1 Dicembre  | - Martirio dei Santi Anargiri Cosma e Damiano, dei loro fratelli e della loro madre Teodosia. |
| 23       | 19         | 2           | - Dormizione di San Cornelio il centurione. - Dedicazione della chiesa di Santa Marina. |
| 24       | 20         | 3           | - Memoria dei Ventiquattro Presbiteri. |
| 25       | 21         | 4           | - Martirio di San Mercurio Megalomartire, il santo dalle due spade. |
| 26       | 22         | 5           | - Martirio dei Santi Cecilia,Tiburzio, Valeriano e Massimo. - Memoria di San Gregorio, vescovo di Nissa. |
| 27       | 23         | 6           | - Martirio di San Giacomo l'Interciso. |
| 28       | 24         | 7           | - Martirio di San Sarapamone, vescovo di Nikiou. - Memoria di Sant'Ambrogio, vescovo di Milano. |
| 29       | 25         | 8           | - Martirio di San Pietro "Sigillo dei martiri", 17º Papa di Alessandria. - Martirio di San Clemente, 4º Papa di Roma. |
| 30       | 26         | 9           | - Dormizione di Sant'Acacio, patriarca di Costantinopoli. - Dormizione di San Macario. - Dedicazione della chiesa dei Santi Cosma e Damiano, dei loro fratelli e della loro madre. |